# カーティス・パーチ
カーティス・パーチ（Curtis Partch, 1987年2月13日 - ）は、アメリカ合衆国・カリフォルニア州マーセド郡マーセド出身の元プロ野球選手（投手）。右投右打。

## 経歴

### プロ入り前
2005年のMLBドラフト49巡目（全体1468位）でサンフランシスコ・ジャイアンツから指名されたが、この時は入団せずマーセド・カレッジへ進学した。

### プロ入りとレッズ時代
2007年のMLBドラフト26巡目（全体799位）でシンシナティ・レッズから指名され、6月12日に契約。契約後、傘下のルーキー級ガルフ・コーストリーグ・レッズでプロデビュー。5試合に登板して0勝0敗2セーブ、防御率1.29、4奪三振を記録した。7月からパイオニアリーグのルーキー級ビリングス・マスタングスでプレー。12試合（先発1試合）に登板して1勝0敗1セーブ、防御率3.29、22奪三振を記録した。
2008年はA級デイトン・ドラゴンズで33試合（先発17試合）に登板して5勝11敗1セーブ、防御率5.00、74奪三振を記録した。
2009年はA級デイトンで開幕を迎え、5月30日にAA級カロライナ・マドキャッツへ昇格。1試合に登板後、6月にA級デイトンへ降格。A級デイトンでは19試合に先発登板して8勝7敗、防御率4.67、77奪三振を記録した。8月にA+級サラソタ・レッズへ昇格。7試合に先発登板して3勝2敗、防御率4.35、25奪三振を記録した。
2010年はA+級リンチバーグ・ヒルキャッツとAA級カロライナでプレー。A+級リンチバーグでは28試合（先発24試合）に登板して7勝11敗、防御率4.98、96奪三振を記録した。
2011年はA+級ベーカーズフィールド・ブレイズで21試合に登板して6勝11敗、防御率5.25、93奪三振を記録した。8月にAA級カロライナへ昇格。7試合に先発登板して2勝2敗、防御率6.92、33奪三振を記録した。
2012年はAA級ペンサコーラ・ブルーワフーズとA+級ベーカーズフィールドでプレー。AA級ペンサコーラでは45試合（先発4試合）に登板して7勝4敗6セーブ、防御率4.73、64奪三振を記録した。オフの11月20日にレッズとメジャー契約を結び、40人枠入りを果たした。
2013年3月16日にAAA級ルイビル・バッツへ配属され、そのまま開幕を迎えた。6月8日にメジャーへ昇格し、翌9日のセントルイス・カージナルス戦でメジャーデビュー。6点ビハインドの10回表2死から登板したが、一人目のマット・ホリデイから本塁打を打たれ、0.1回を1安打1失点だった。8月3日にAAA級ルイビルへ降格の後、ロースター拡大により9月1日に再昇格した。この年は14試合に登板して0勝1敗、防御率6.17、16奪三振を記録した。
2014年3月14日にAAA級ルイビルへ異動。3月30日にメジャーへ昇格し、開幕ロースター入りした。開幕後は3試合に登板し、4月19日にAAA級ルイビルへ降格。5月1日にメジャーへ再昇格した。その後は何度も昇格と降格を繰り返した。この年は6試合に登板して1勝0敗、防御率0.00、6奪三振を記録した。オフの12月2日にノンテンダーFAとなった。

### ジャイアンツ傘下時代
2015年1月14日にジャイアンツとマイナー契約を結んだ。シーズンではメジャーでの登板は無く、傘下のAAA級サクラメント・リバーキャッツで48試合に登板して1勝3敗1セーブ、防御率3.53、奪三振を記録した。オフの11月6日にFAとなった。

### パイレーツ時代
2015年11月20日にピッツバーグ・パイレーツとマイナー契約を結び、2016年のスプリングトレーニングに招待選手として参加することになった。
2016年の開幕は傘下のAAA級インディアナポリス・インディアンスで迎えた。6月4日にメジャー契約を結んで25人枠入りしたが、この時は登板機会が無く、8日にAAA級インディアナポリスへ降格した。その後6月18日に再昇格して翌19日のシカゴ・カブス戦で2年ぶりにメジャー登板するも、1死も取れずに3失点を喫した。6月26日にDFAとなり、7月3日に40人枠を外れる形でAAA級インディアナポリスへ配属された。8月6日に再びメジャー契約を結んだが9月6日にDFA、9月9日に40人枠を外れる形でAAA級インディアナポリスへ配属された。その後、10月3日にFAとなった。

### 独立リーグ時代
2017年4月5日に独立リーグ・アトランティックリーグのヨーク・レボリューションと契約した。シーズン終了後に退団し、この年限りで現役を引退した。

## 詳細情報

### 年度別投手成績
| 年 度    | 球 団    | 登 板 | 先 発 | 完 投 | 完 封 | 無 四 球 | 勝 利 | 敗 戦 | セ 丨 ブ | ホ 丨 ル ド | 勝 率 | 打 者 | 投 球 回 | 被 安 打 | 被 本 塁 打 | 与 四 球 | 敬 遠 | 与 死 球 | 奪 三 振 | 暴 投 | ボ 丨 ク | 失 点 | 自 責 点 | 防 御 率 | W H I P |
| -------- | -------- | ----- | ----- | ----- | ----- | -------- | ----- | ----- | -------- | ----------- | ----- | ----- | -------- | -------- | ----------- | -------- | ----- | -------- | -------- | ----- | -------- | ----- | -------- | -------- | ------- |
| 2013     | CIN      | 14    | 0     | 0     | 0     | 0        | 0     | 1     | 0        | 0           | .000  | 106   | 23.1     | 17       | 8           | 17       | 1     | 4        | 16       | 0     | 0        | 16    | 16       | 6.17     | 1.46    |
| 2014     | CIN      | 6     | 0     | 0     | 0     | 0        | 1     | 0     | 0        | 0           | 1.000 | 30    | 7.0      | 2        | 0           | 7        | 0     | 0        | 6        | 0     | 0        | 0     | 0        | 0.00     | 1.29    |
| 2016     | PIT      | 2     | 0     | 0     | 0     | 0        | 0     | 0     | 0        | 0           | ----  | 6     | 0.2      | 2        | 0           | 2        | 0     | 0        | 0        | 1     | 0        | 3     | 3        | 40.50    | 6.00    |
| MLB：3年 | MLB：3年 | 22    | 0     | 0     | 0     | 0        | 1     | 1     | 0        | 0           | .500  | 142   | 31.0     | 21       | 8           | 26       | 1     | 4        | 22       | 1     | 0        | 19    | 19       | 5.52     | 1.52    |

### 背番号
- 46（2013年 - 2014年、2016年 - 同年途中）
- 52（2016年途中 - 同年途中）